# Blue Tongue Entertainment
Blue Tongue Entertainment Pty. Ltd. é uma empresa desenvolvedora de jogos de vídeo game da Austrália fundada em 1995. A empresa foi adquirida pela THQ em 17 de novembro de 2004, sendo uma das dez empresas internas de desenvolvimento da THQ. A empresa originalmente trabalhava com serviços de desenvolvimento web, mas mudou para a indústria de vídeo games  em 1995. Além da THQ, a empresa já trabalhou para empresas como a Hasbro Interactive e a Vivendi Universal Games.

## Jogos desenvolvidos
- AFL Finals Fever (1996)
- Riding Star (1998)
- Starship Troopers: Terran Ascendancy (2000)
- Jurassic Park: Operation Genesis (2003)
- The Polar Express (2004)
- Nicktoons Unite! (2005)
- Nicktoons: Battle for Volcano Island (2006)
- Nicktoons: Attack of the Toybots (2007)
- El Tigre: The Adventures of Manny Rivera (2007)
- de Blob (2008)

## Ligações Externas
- Site Oficial